# مشروع عدن

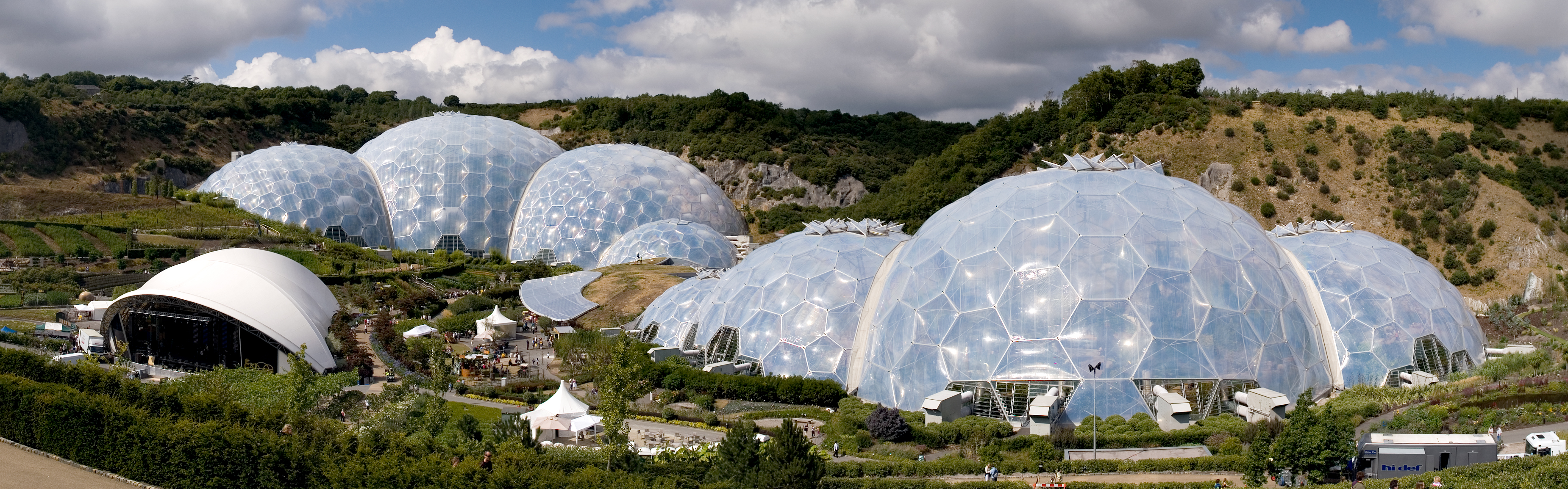
رؤية شاملة للقباب في مشروع عدن

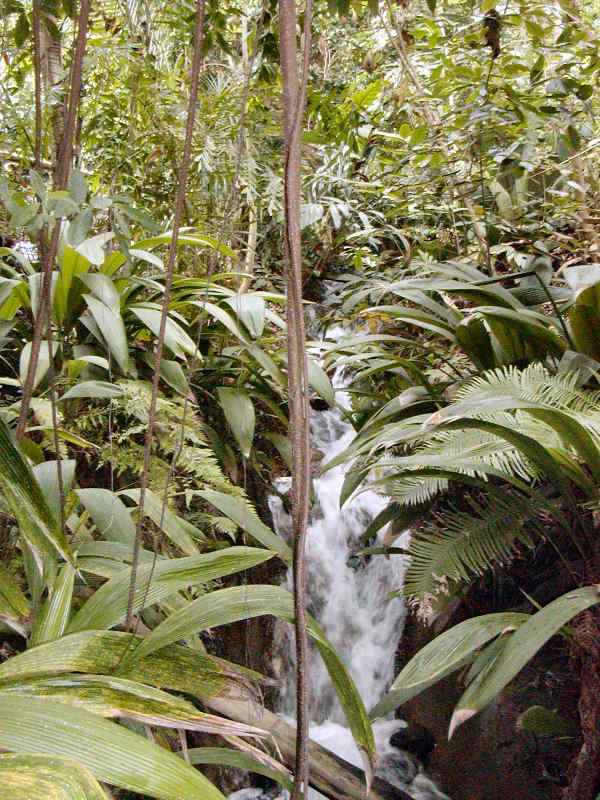
جدول مياه في قبة البيئة الاستوائية

مشروع عدن هو مجمع بيئي صناعي ضخم في إنجلترا. المجمع عبارة عن عدة قباب كل منها تحاكي بيئة أحيائية معينة محتويةً على أصناف عديدة من النباتات من مختلف بقاع العالم. القباب مكونة من مئات الأجزاء سداسية الشكل مع بعض الأجزاء خماسية الشكل. القباب مصنوعة من مادة الاتفي البلاستيكية. أولى تلك القباب حاكت البيئة الاستوائية.
استغرق بناء المشروع عامين ونصف حتى تم افتتاحه للعامة في 17 مارس 2001.
واليوم فإن مشروع عدن قد بات أحد أكثر بقاع اجتذاب الزوار في بريطانيا.

## معرض صور

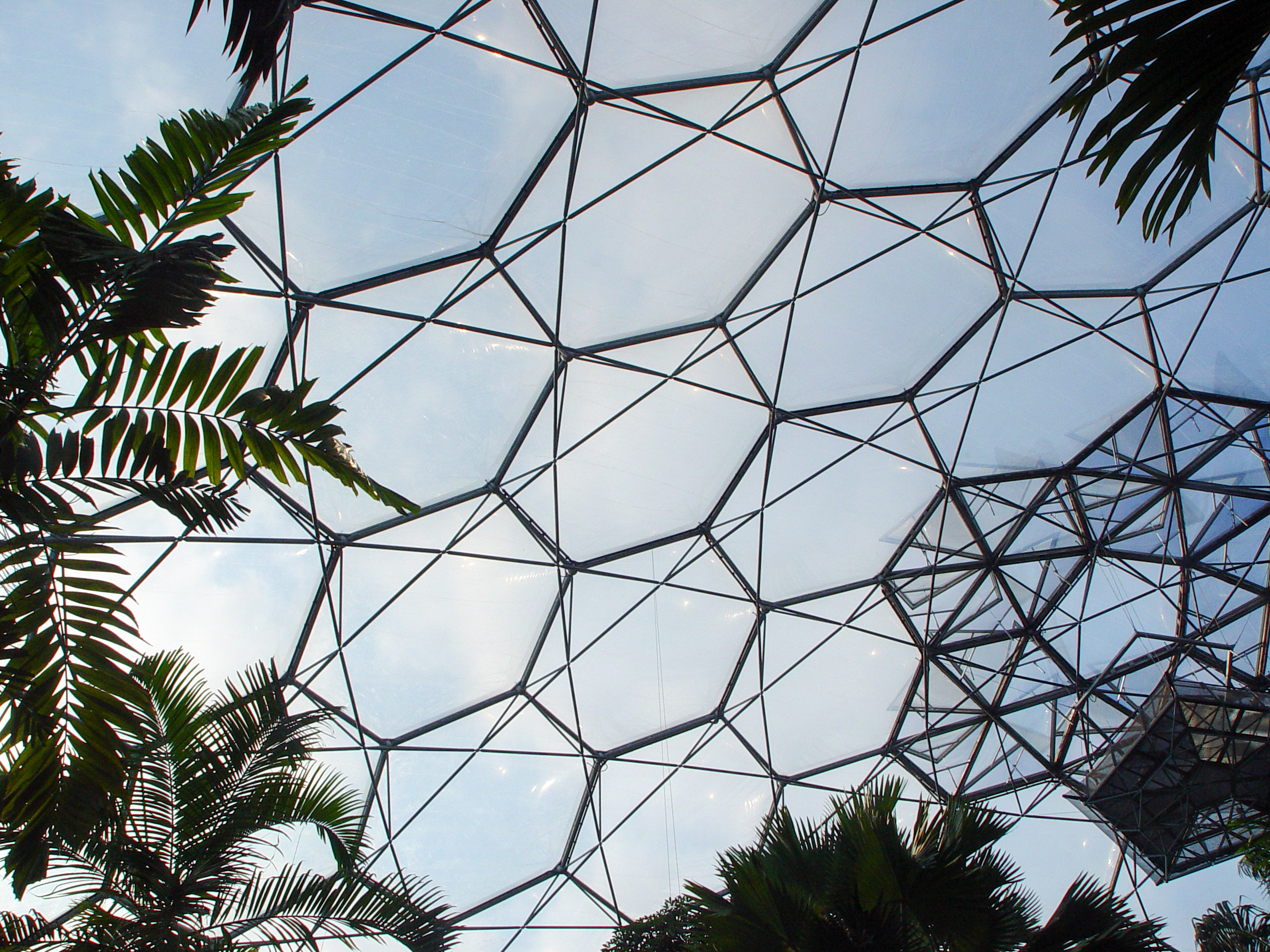
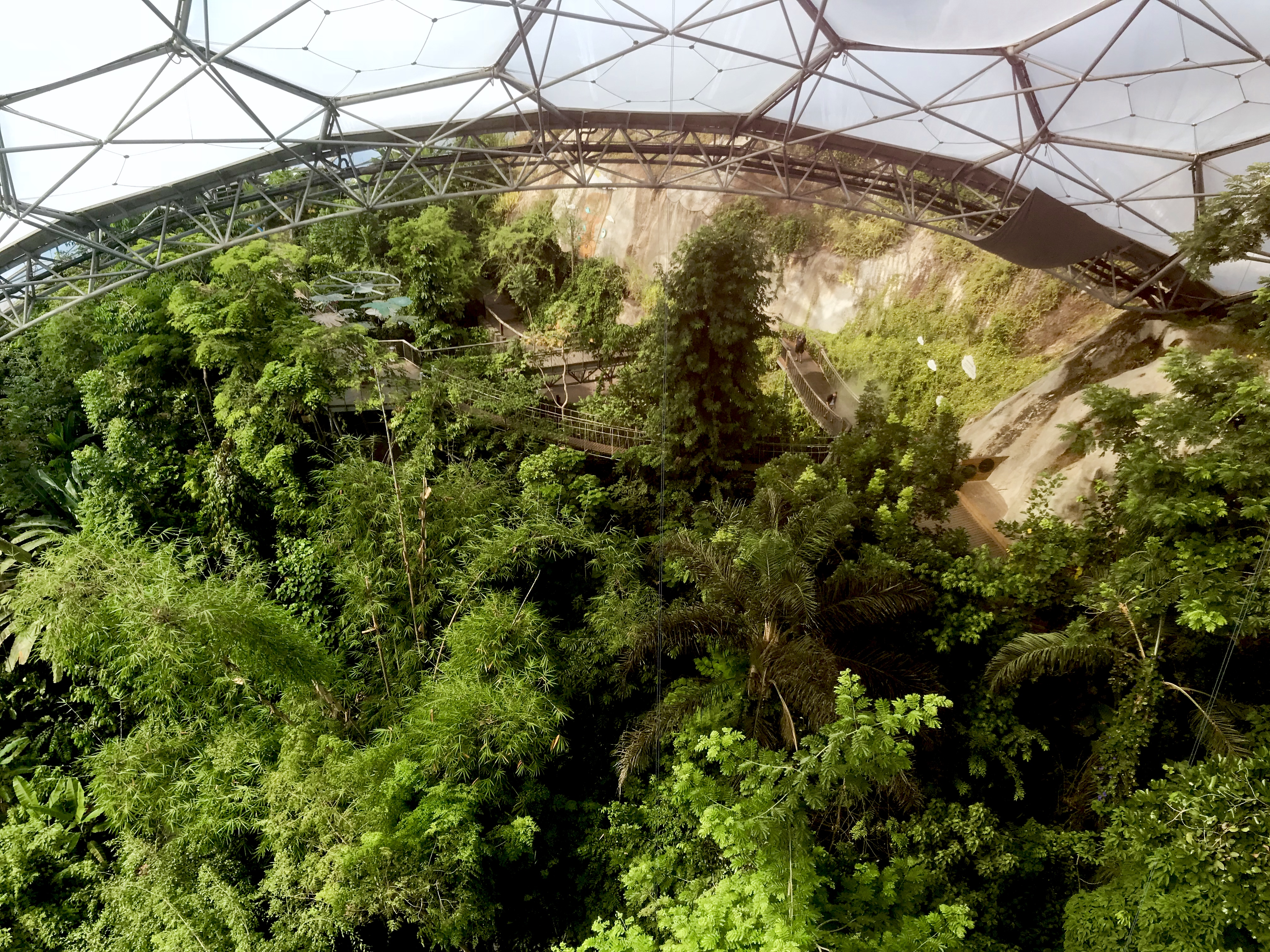
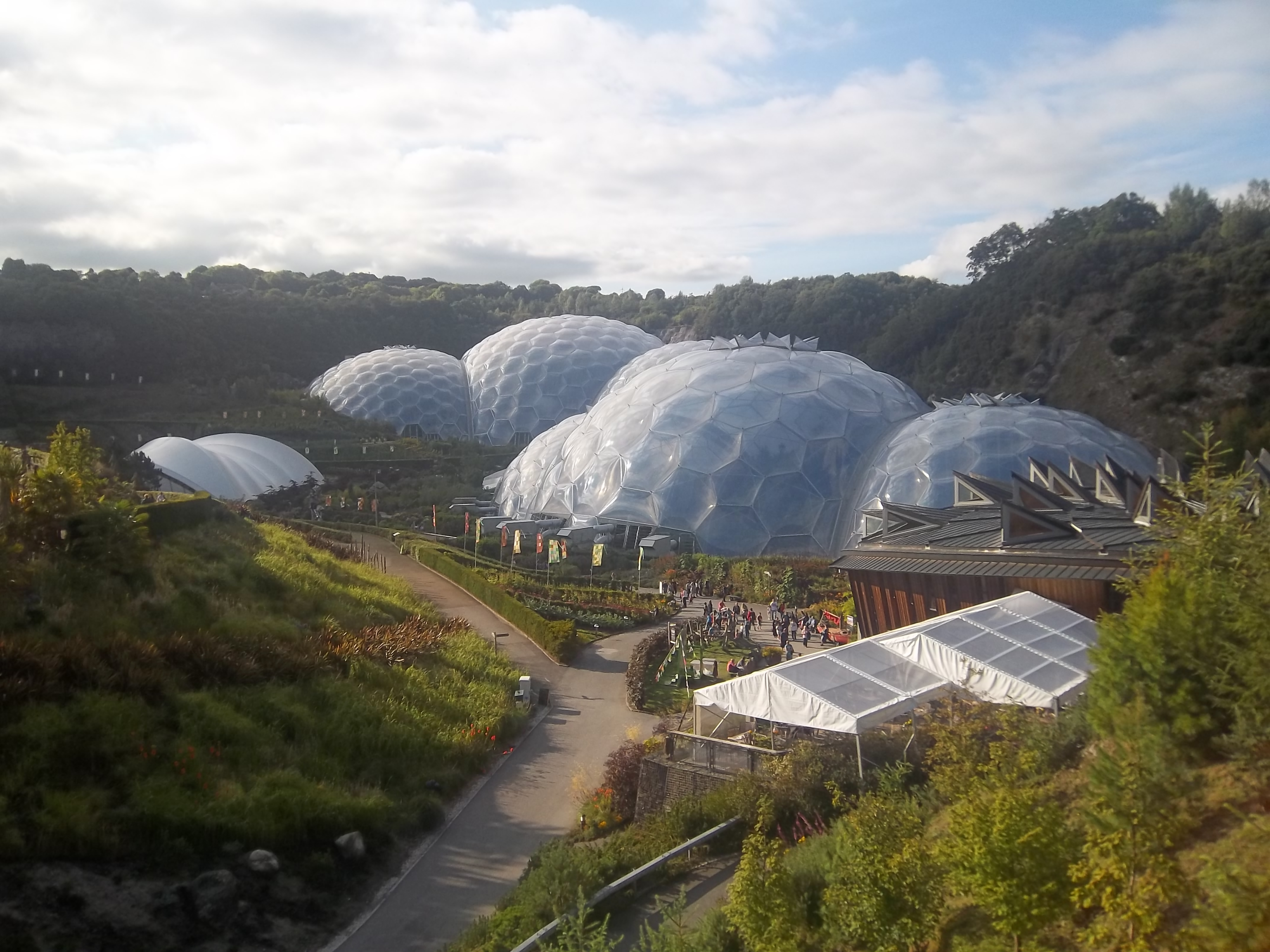
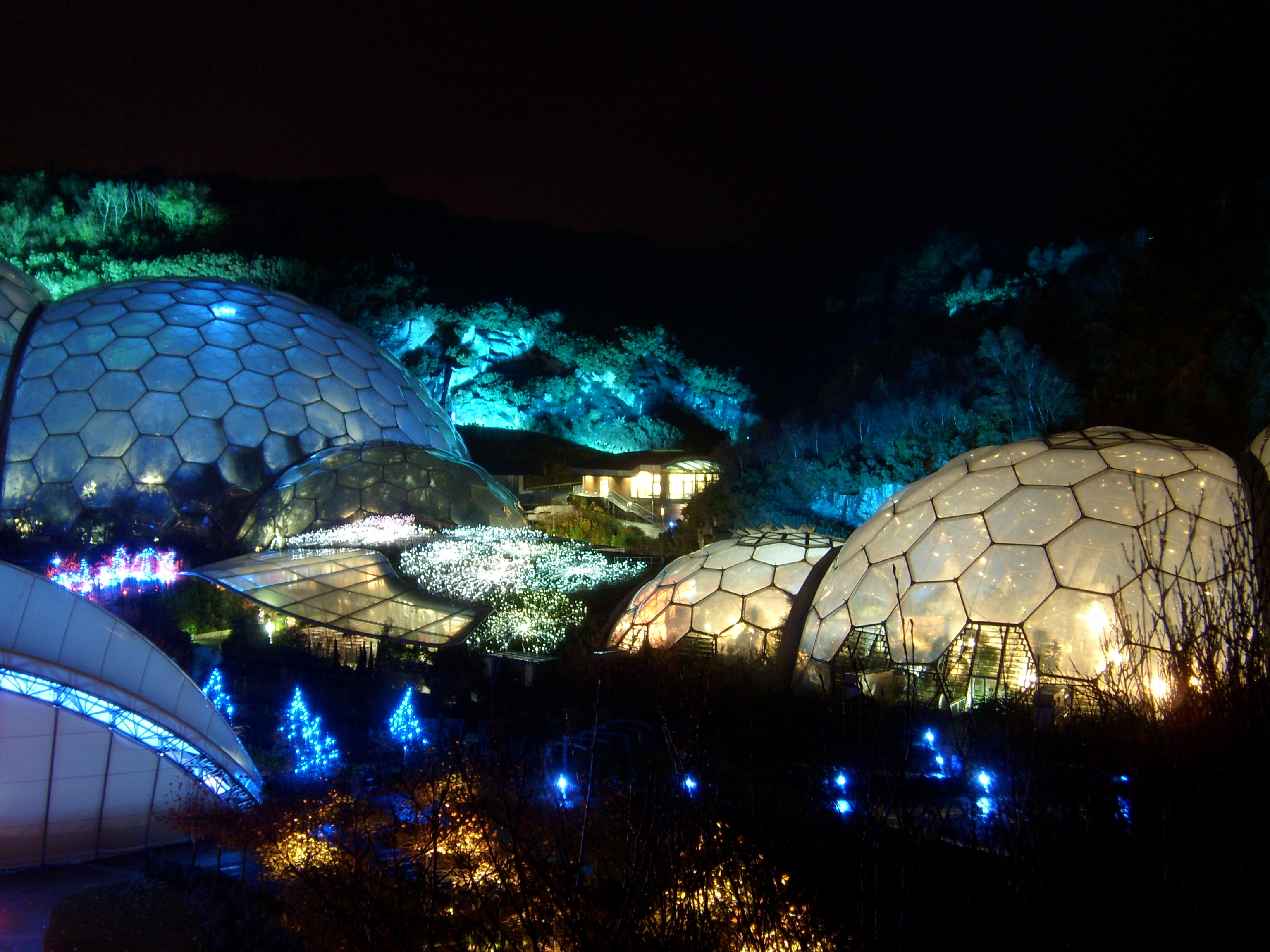

## وصلات خارجية
خرائط جوجل: صورة لمشروع عدن من القمر الصناعي